# Charles Gerhardt (direttore d'orchestra)
Charles Gerhardt (nato Charles Allan Gerhardt) (6 febbraio 1927 – Redding, 22 febbraio 1999) è stato un direttore d'orchestra statunitense, produttore discografico e arrangiatore.

## Biografia

### Primi anni
Gerhardt crebbe a Little Rock, dove studiò il pianoforte dall'età di cinque anni e composizione dall'età di nove. Studiò poi musica ed ingegneria presso diverse università comprese la University of Illinois, la University of Southern California, ed il College di William e Mary. Studiò inoltre il pianoforte privatamente presso la Juilliard School. Il suo percorso di istruzione venne bloccato dalla seconda guerra mondiale, nel corso della quale servì nella U.S. Navy nelle isole Aleutine.

### RCA Victor
Per un periodo di tempo lavorò come commesso al Record Hunter di Lexington Avenue a New York City. Fra il 1951 ed il 1955 lavorò nel settore tecnico della RCA Victor. In un primo momento, il suo compito fu quello di trasferire le registrazioni di Enrico Caruso e Artur Schnabel dai dischi a 78 giri al nastro, provvedendo nel contempo alla pulitura del suono, propedeutico alla realizzazione di LP. Si occupò anche di nuove incisioni con gli artisti Kirsten Flagstad, Vladimir Horowitz, William Kapell, Wanda Landowska, e Zinka Milanov. Nel 1954, collaborò con Leopold Stokowski e la NBC Symphony Orchestra nella registrazione sperimentale, in stereofonia, delle suite dai balletti di Gian Carlo Menotti, Sebastian e Prokofiev, Romeo e Giulietta. Divenne poi il legame fra i più importanti artisti dell'etichetta e la RCA, stringendo un'importante amicizia con Arturo Toscanini. Fu quest'ultimo che lo incoraggio a studiare direzione d'orchestra. 
Per cinque anni Gerhardt lavorò alla Westminster Records a New York. Con la scomparsa della Westminster (la società fallì nel 1959), passò ad occuparsi di musica leggera lavorando con Eddie Fisher. La sua importante occasione come produttore discografico giunse con la chiamata della RCA classical, nella veste del suo capo George Marek, che gli offrì l'opportunità di occuparsi delle incisioni per la Reader's Digest in Inghilterra.

### Produttore discografico
Nel 1960, iniziò a produrre dischi per la RCA e la Reader's Digest. Suo collaboratore fu il famoso tecnico del suono Kenneth Wilkinson della Decca Records (società affiliata alla RCA in Europa). Questo fu l'inizio di una lunga collaborazione che durò per più di 4.000 sedute di registrazione in più di trent'anni di lavoro comune. Il loro primo progetto importante fu la realizzazione di 12 LP per la Reader's Digest Recordings: A Festival of Light Classical Music, messa in commercio sia in versione mono che stereofonica. In alcuni anni vennero vendute oltre due milioni di copie di questo cofanetto. Nel 1961 la Reader's Digest fece realizzare un cofanetto delle sinfonie di Beethoven registrate con la Royal Philharmonic Orchestra diretta da René Leibowitz.
Una delle realizzazioni alla quale Gerhardt fu sempre molto legato, venne realizzata nel 1964 e fu Treasury of Great Music, un altro cofanetto di 12 LP per la Reader's Digest. Questo venne registrato dalla Royal Philharmonic Orchestra diretta da eminenti direttori come Sir John Barbirolli, Sir Malcolm Sargent, Antal Doráti, Jascha Horenstein, Rudolf Kempe, Josef Krips, Charles Münch, Georges Prêtre, e Fritz Reiner. 
Seguì nel 1966 il cofanetto All-Time Broadway Hit Parade, comprendente 120 canzoni tratte da diversi musical come Carousel, The Music Man, Guys and Dolls, My Fair Lady, Pal Joey, South Pacific e molti altri. Le canzoni di queste incisioni non furono registrate dagli artisti originali.
Molte delle incisioni fatte per il Reader's Digest vennero poi riedite su LP dalla Quintessence Records ed alcune anche su CD.

### Direttore d'orchestra
Il progetto Reader's Digest creò così tanto lavoro da richiedere presto una nuova orchestra e un direttore da dedicare a questo impiego. Pertanto nel 1964, assieme a Sidney Sax, Gerhardt diede vita ad un'orchestra sinfonica che venne costituita a Londra con musicisti di grande professionalità che aderirono come liberi professionisti. Iniziò a registrare con questo gruppo nel gennaio 1964 e nel 1970 essda prese il nome di National Philharmonic Orchestra. L'orchestra operò essenzialmente sotto la direzione del suo cofondatore Gerhardt e si diede un repertorio che comprendeva musiche del XIX e XX secolo oltre a musica contemporanea e colonne sonore cinematografiche. Leopold Stokowski fece alcune delle sue ultime registrazioni con questa orchestra.
Gerhardt fu allievo e ricevette diversi consigli, sulla direzione d'orchestra, da Jascha Horenstein. 
Particolare successo incontrò la serie di 14 LP, realizzata da Gerhardt alla direzione della National Philharmonic Orchestra, dal titolo Classic Film Scores, per la RCA nel periodo 1972-1978. Questa ebbe inizio nel 1972 con l'album The Sea Hawk: The Classic Film Scores di Erich Wolfgang Korngold. L'intera serie fu realizzata da Gerhardt con grande professionalità e con particolare attenzione al rispetto delle partiture e alla preparazione meticolosa delle registrazioni. Le registrazioni vennero effettuate nella sala dall'acustica eccellente che risponde al nome di Kingsway Hall con l'ausilio del tecnico del suono Kenneth Wilkinson. Il produttore della serie fu George Korngold, figlio del compositore. La serie proseguì con album dedicati a Max Steiner, Miklós Rózsa, Franz Waxman, Alfred Newman, Dimitri Tiomkin, Bernard Herrmann e John Williams oltre che a musiche tratte da film interpretati da Bette Davis, Humphrey Bogart ed Errol Flynn. Vennero registrati anche altri brani che rimasero però inediti. La BMG riemise la collana in CD registrati in Dolby Surround.
| The Classic Film Scores: Titolo dell'album                              | Anno | U.S. LP Numero | U.K. LP Numero |
| ----------------------------------------------------------------------- | ---- | -------------- | -------------- |
| The Sea Hawk: The Classic Film Scores of Erich Wolfgang Korngold        | 1972 | LSC 3330       | GL 43446       |
| Now Voyager: The Classic Film Scores of Max Steiner                     | 1973 | ARL1-0136      | SER 5695       |
| Classic Film Scores for Bette Davis                                     | 1973 | ARL1-0183      | GL 43436       |
| Captain from Castile: The Classic Film Scores of Alfred Newman          | 1973 | ARL1-0184      | GL 43437       |
| Elizabeth and Essex: The Classic Film Scores of Erich Wolfgang Korngold | 1973 | ARL1-0185      | GL 43438       |
| Casablanca: Classic Film Scores for Humphrey Bogart                     | 1974 | ARL1-0422      | GL 43449       |
| Gone with the Wind                                                      | 1974 | ARL1-0452      | GL 43440       |
| Citizen Kane: The Classic Film Scores of Bernard Hermann                | 1974 | ARL1-0707      | GL 43441       |
| Sunset Boulevard: The Classic Film Scores of Franz Waxman               | 1974 | ARL1-0708      | GL 43442       |
| Spellbound: The Classic Film Scores of Miklós Rózsa                     | 1975 | ARL1-0911      | GL 43443       |
| Captain Blood: Classic Film Scores for Errol Flynn.                     | 1975 | ARL1-0912      | GL 43444       |
| Lost Horizon: The Classic Film Scores of Dimitri Tiomkin                | 1976 | ARL1-1669      | GL 43445       |
| Star Wars and Close Encounters of the Third Kind                        | 1978 | ARL1-2698      | GL 13650       |
| The Spectacular World of Classic Film Scores                            | 1978 | ARL1-2792      | GR 42005       |

Altra registrazione da lui effettuata per la RCA fu con il flautista James Galway, nell'album "Annie's Song" con la National Philharmonic Orchestra, che raggiunse il terzo posto nella classifica britannica dei dischi più venduti nel 1978.

### Ritiro dall'attività
Gerhardt si ritirò dall'attività con la RCA nel 1986 ma continuò ad operare come free-lance fino al 1997. Non apparve mai in pubblico come direttore d'orchestra, rifiutando ogni invito volendo rimanere in incognito. 

### Malattia e morte
Charles Gerhardt si trasferì a Redding, California nel 1991. Gli fu diagnosticato un tumore al cervello alla fine del novembre del 1998 e morì, per complicazioni dell'intervento chirurgico il 22 febbraio 1999. La sua salma è stata inumata nel St. Joseph Catholic Cemetery di Redding.